# 南丹麦大区
南丹麥大区（丹麥語：Region Syddanmark）是丹麥五大區之一，2007年1月1日由原來的菲英郡、里伯郡、南日德蘭郡和瓦埃勒郡的十個市镇合併而成。下分22个市镇。
面積12,191平方公里（半岛部分8705km²），人口121万7224人（2017年）。行政中心为瓦埃勒。